# Бронков
Бронков (њем. Bronkow) општина је у њемачкој савезној држави Бранденбург. Једно је од 25 општинских средишта округа Обершпревалд-Лаузиц. Према процјени из 2010. у општини је живјело 652 становника. Посједује регионалну шифру (AGS) 12066041.

## Географски и демографски подаци
Бронков се налази у савезној држави Бранденбург у округу Обершпревалд-Лаузиц. Општина се налази на надморској висини од 129 метара. Површина општине износи 38,2 km². У самом мјесту је, према процјени из 2010. године, живјело 652 становника. Просјечна густина становништва износи 17 становника/km².